# 인디언 서머
인디언 서머(영어: Indian summer)는 북아메리카 대륙에서 발생하는 기상 현상을 일컫는 말로, 늦가을에서 겨울로 넘어가기 직전 일주일 정도 따뜻한 날이 계속되는 것을 말한다. 종종 서리가 내린 후에도 이런 현상이 생긴다.
비유적으로 절망 가운데에 뜻하지 않는 희망적인 것을 뜻하는 데에 쓰인다.
북미권에서 두 세기 이상 쓰인 말이지만 그 어원에 대해서는 설이 많다.